# Termas Severianas
Termas Severianas (em latim: Thermae Severianae) eram termas da Roma imperial localizadas na Região I, presumivelmente ao sul das Termas de Caracala, dal qual não resta nenhum vestígio. Segundo a "História Augusta", foram construídas por ordem do imperador Sétimo Severo e ainda existiam no século IV. Provavelmente ficavam perto da Porta Capena, entre o Aventino e o Célio.
Estas termas não devem ser confundidas com o complexo que fazia parte do Palácio Severiano, no Palatino.